# Chilometro quadrato

Rappresentazione della definizione di chilometro quadrato e della relazione con l'ettaro.

Il chilometro quadrato (simbolo corretto: km²; talvolta indicato erroneamente come kmq) è un'unità di misura di superficie ed è per definizione l'area racchiusa da un quadrato di lato pari a un chilometro. Il chilometro quadrato è un'unità derivata del sistema internazionale di unità di misura, multiplo del metro quadro (simbolo m², spesso impropriamente abbreviato con mq).
L'uso di mq e kmq è improprio in quanto q è il simbolo di quintale, e quindi mq potrebbe essere interpretato come milli-quintale, ovvero un ettogrammo, mentre kmq potrebbe essere inteso come chilometro per quintale. Viene utilizzato per esprimere le estensioni di comuni, regioni, stati e più in generale di porzioni di territorio.

## Conversioni
- 1 km² = 1000000 m²
- 1 km² = 100 ettari
- 1 km² = 10 000 are
- 1 m² = 0,000001 km²
- 1 ettaro = 0,01 km²